# Gorna Breznița
Gorna Breznița (până în 1971 - Breznița) este un sat situat în partea de sud-vest a Bulgariei, în Comuna Kresna din Regiunea Blagoevgrad. La recensământul din 2011 avea o populație de 564 locuitori.

## Demografie
Componența etnică a satului Gorna Breznița
     Bulgari (80,31%)
     Nicio identificare (19,68%)
     Altele (0%)
La recensământul din 2011, populația satului Gorna Breznița era de 564 locuitori. Din punct de vedere etnic, majoritatea locuitorilor (80,31%) erau bulgari. Pentru 19,68% din locuitori nu este cunoscută apartenența etnică.